# 藝術很有事
《藝術很有事》(Inside the Arts) 是公共電視文化事業基金會製作的藝文節目，每集半小時，廣泛探討台灣藝術文化的時代性、趨勢、事件和創作，同時也關注國際重要展演和事件。2017年8月開播。2019年在第54屆金鐘獎獲得電視金鐘獎人文紀實節目獎，並於同年以第20集「深邃美麗的鄭問」得到紐約電視獎「娛樂類生活風格節目」銅獎。

## 節目列表
| 集數 | 主題         | 子集 |
| 1    | 白色恐怖     | 【聚光燈下】返校帶來的一場藝術革命【創作這件事】高俊宏的廢墟研究【沙發Talk】 遊戲與影像藝術                |
| 2    | 解嚴三十年   | 【聚光燈下】從視覺藝術看解嚴30年【創作這件事】翻譯偵探事務所:偽譯解密【沙發Talk】 解嚴三十年的今與昔       |
| 3    | 南方         | 【聚光燈下】何謂「南方」【創作這件事】藝術家侯淑姿的眷村三部曲【沙發Talk】 威尼斯雙年展觀察                |
| 4    | 鬼月         | 【聚光燈下】缺席的文化存在：談妖怪之必要【創作這件事】姚瑞中的廢墟遊走【沙發Talk】尋回魔神仔               |
| 5    | 當代馬戲     | 【聚光燈下】當馬戲遇見編創劇場【當我不做正業時】小員工的崑曲人生【沙發Talk】當代馬戲：身體變成一種生活藝術 |
| 6    | 網路新媒體   | 【聚光燈下】用創意玩書評【當我不做正業時】早餐店老闆的不眠外拍【沙發Talk】作家的直播派對                   |
| 7    | 實驗建築     | 【聚光燈下】X-site建築實驗場【大城小調】賴鐸洋的藍領與基隆【沙發Talk】建築實驗                             |
| 8    | 小誌         | 【聚光燈下】小誌的獨立時代【創作這件事】漢字在國際【沙發Talk】編輯魂與編輯力                               |
| 9    | 美感         | 【聚光燈下】在課本中打造美術館【創作這件事】張欽全的演奏與收藏【沙發Talk】美感・日常                       |
| 10   | 老宅         | 【聚光燈下】大稻埕的老屋再造【大城小調】余國信的嘉義慢城【沙發Talk】建築城市記憶                           |
| 11   | 安平         | 【聚光燈下】台江有氧建築【大城小調】謝銘祐眼中的安平【沙發Talk】景觀_綠_建築                               |
| 12   | 威尼斯雙年展 | 【聚光燈下】謝德慶的做時間【聚光燈下】遇見李明維【沙發Talk】看見謝德慶                                     |
| 13   | 插畫         | 【聚光燈下】從插畫開拓的國際之路【創作這件事】法國藝術家葛尹風的速寫和鋅版畫【沙發Talk】話插畫             |
| 14   | 世大運       | 【聚光燈下】世大運美學競技場【創作這件事】蕭青陽的練習曲                                                   |
| 15   | 攝影         | 【聚光燈下】以發展為名【沙發Talk】見證之眼【創作這件事】余白鏡頭下的台北                                   |
| 16   | 無垢         | 【聚光燈下】潮背後的無垢【創作這件事】羅智成的心靈迷宮                                                     |
| 17   | 水岸藝術     | 【聚光燈下】以水岸為舞台【當我不做正業時】地坪工人的豎笛音樂夢                                             |
| 18   | 台南人劇團   | 【聚光燈下】台南人三十而立【大城小調】小坂史子的咖啡時光                                                   |
| 19   | 設計         | 【聚光燈下】透視金馬54美學【創作這件事】周東彥的劇場影像詩                                                 |
| 20   | 鄭問         | 【聚光燈下】深邃美麗的鄭問                                                                                 |
| 21   | 台東         | 【聚光燈下】布拉瑞揚回家跳舞【當我不做正業時】廖逸芬的音樂之道【沙發Talk】從土地長出的舞蹈                 |
| 22   | 聲音藝術     | 【聚光燈下】來自初始與未來的聲音【沙發Talk】聲音藝術在台灣【創作這件事】劉致宏的聲音地誌                   |
| 23   | 閱讀         | 【聚光燈下】品嚐閱讀【創作這件事】漫畫家練任的玄筆【沙發Talk】漫畫遇見歷史                                 |
| 24   | VR           | 【聚光燈下】黃心健的沙中房間【聚光燈下】徐漢強的VR電影短片【創作這件事】阮金紅的新移民書寫                 |
| 25   | 視覺藝術     | 【聚光燈下】葉世強神話x葉偉立建廟【創作這件事】王文志的地景編織藝術                                        |
| 26   | 影像與歷史   | 【聚光燈下】高俊宏的大豹社研究【聚光燈下】許家維的非主流歷史書寫                                           |

| 集數 | 主題               | 子集                                                                                         |
| 27   |                    | 第二季短片集錦                                                                               |
| 28   | 鄭問               | 【聚光燈下】鄭問的英雄詩篇                                                                   |
| 29   | 鄭問               | 【聚光燈下】再見鄭問                                                                         |
| 30   | 視覺藝術           | 【聚光燈下】以河之名【創作這件事】麥柯里的決定瞬間                                           |
| 31   | 文物保存           | 【聚光燈下】復刻百年老花磚【職人精神】蔡舜任的廟堂修復工事                                   |
| 32   | 威尼斯建築雙年展   | 【聚光燈下】在威尼斯創造自由空間【聚光燈下】體現自然的建築                                   |
| 33   | 田中央             | 【聚光燈下】田中央的建築詩【聚光燈下】行者‧蔡明亮                                            |
| 34   | Pulima             | 【聚光燈下】雕刻刀傳述的排灣故事【職人精神】顏振發的電影手繪看板                             |
| 35   | 府城               | 【聚光燈下】321日式建築的藝術記事【大城小調】謝仕淵的府城味道                                |
| 36   | 土地與環境         | 【聚光燈下】柯金源的三十年環境紀錄【大城小調】返回農村的武裝青年                             |
| 37   | 建築               | 【聚光燈下】王大閎的建築靈光【聚光燈下】給眾人的衛武營藝術中心                               |
| 38   | 表演藝術           | 【聚光燈下】胡乃元與TC的烏托邦【聚光燈下】表坊30年丁乃箏笑演人生                             |
| 39   | 漫畫               | 【聚光燈下】亞洲吹來的熱帶季風【大城小調】阮光民的田庄追想曲                                 |
| 40   | 大地藝術祭         | 【聚光燈下】走入里山的大地藝術祭                                                             |
| 41   | 大地藝術 方丈記    | 【聚光燈下】引入山林的大地藝術祭                                                             |
| 42   | 行為展演           | 【聚光燈下】拉黑子的海洋序曲【聚光燈下】李明維的聲之邀約                                     |
| 43   | 台語文             | 【聚光燈下】王昭華的台文吟唱路【聚光燈下】鄭順聰的冒險台文書寫【創作這件事】黃博志的家族書寫 |
| 44   | 視覺藝術           | 【聚光燈下】豪華朗機工的跨界混種實驗【創作這件事】崔廣宇的當代日常習作                       |
| 45   | 攝影               | 【聚光燈下】島嶼攝影【創作這件事】林柏樑與席德進的對視                                       |
| 46   | 台北雙年展         | 【聚光燈下】台北雙年展 對自然的各種回應【職人精神】為植物寫自傳的楊雪華                      |
| 47   | 故宮修復師         | 【聚光燈下】故宮國寶背後的修復師                                                             |
| 48   | 新銳建築           | 【聚光燈下】具時代脈絡的建築-涼涼與叁捌【聚光燈下】融合設計與生活-繼光工務所                 |
| 49   | 民間信仰與當代創作 | 【聚光燈下】壞鞋子的島嶼身體【創作這件事】張徐展的紙偶異想世界                               |
| 50   | 新創               | 【聚光燈下】歐陸上的台灣浮花–蔡博丞【聚光燈下】沙布喇安德烈的混生服裝美學                    |
| 51   | 女性建築師         | 【聚光燈下】女性建築家                                                                       |
| 52   | 歷史建築           | 【聚光燈下】疊加時間的歷史建築【大城小調】渡邊義孝的台灣日式建築紀行                         |
| 53   | 科技藝術           | 【聚光燈下】《追》的動捕實驗【創作這件事】陶亞倫的超時空境地                                 |

| 集數 | 主題               | 子集                                                                       |
| 54   | 雲門               | 【聚光燈下】艋舺來的雲門新總監—鄭宗龍                                      |
| 55   | 電影修復           | 【聚光燈下】老電影的時光機                                                 |
| 56   | 蘭嶼               | 【聚光燈下】大海吟唱中的夏曼藍波安【創作這件事】王文彥的蘭嶼轉風           |
| 57   | 聚落保存           | 【聚光燈下】蟾蜍山聚落與她的朋友們【大城小調】畫家王傑的基隆凝視           |
| 58   | 手感．設計         | 【聚光燈下】藺編工藝的復興【創作這件事】兄弟有夢的設計師—廖小子            |
| 59   | 當代創作x台灣故事  | 【聚光燈下】王嘉明的親愛人生【創作這件事】拚場．建廟                       |
| 60   | 香港               | 【聚光燈下】榮光燦爛                                                       |
| 61   | 台灣廟             | 【聚光燈下】都市求生變形記—寄生之廟【創作這件事】陳伯義的地景凝視          |
| 62   | 島嶼．人權         | 【聚光燈下】潘小俠．不能遺忘的肖像【創作這件事】宜德思・盧信的回家路       |
| 63   | 小島大歌           | 【聚光燈下】千年後重逢的南島吟唱                                           |
| 64   | 獨立樂團           | 【聚光燈下】拍謝少年的台語搖滾【創作這件事】落日飛車的世界飛行             |
| 65   | 社會建築           | 【聚光燈下】謝英俊，從部落而生的人民建築                                   |
| 66   | 風景．心象         | 【聚光燈下】一生追逐光—江賢二【大城小調】張詠捷，以光影守候海島            |
| 67   | 文化資產           | 【聚光燈下】廖慶章和他的門神們【大城小調】孫啟榕，在齊東街留一首日式建築詩 |
| 68   | 日常．創作         | 【創作這件事】從土地萌生的音樂人-戴曉君【當我不做正業時】速寫美好日常的B6  |
| 69   | 場景 歷史X當代創作 | 【聚光燈下】場景說書人–王誌成【創作這件事】許家維的亞洲考古路徑            |
| 70   | 臺灣美術史         | 【聚光燈下】追尋不朽的青春—臺灣美術史系列之一                              |
| 71   | 臺灣美術史         | 【聚光燈下】探尋未竟的山水—臺灣美術史系列之二                              |
| 72   | 博物館VR           | 【聚光燈下】步入名畫的虛擬世界-博物館VR                                    |

| 集數 | 主題                                         | 子集                                                                               |
| 73   | 台灣，醜嗎？                                 | 【聚光燈下】台灣，醜嗎？                                                           |
| 74   | 劇場相對論                                   | 【聚光燈下】嚎哮十年 軟爛中的深意【創作這件事】周書毅與阿忠，擁抱差異的劇場實驗    |
| 75   | 我們的奇幻居家生活                           | 【聚光燈下】我們的奇幻居家生活 上                                                  |
| 76   | 我們的奇幻居家生活                           | 【聚光燈下】我們的奇幻居家生活 下                                                  |
| 77   | 祖師爺的女兒們—豫劇皇后與奇巧胡撇仔戲        | 【聚光燈下】祖師爺的女兒們—豫劇皇后與奇巧胡撇仔戲                                  |
| 78   | 文學X城市專輯                                | 【聚光燈下】昔日文青今日大叔，在台北生存的100個理由 【大城小調】陳耀昌的踏查與文學 |
| 79   | 建築X場域專輯                                | 【聚光燈下】廖偉立的雜木林建築 【聚光燈下】自然洋行 野地裡的建築實驗               |
| 80   | 消失的建築師 Taiwan Act！建築能夠改變社會？  | 【聚光燈下】消失的建築師 Taiwan Act！建築能夠改變社會？ 上                         |
| 81   | 消失的建築師 Taiwan Act！建築能夠改變社會？  | 【聚光燈下】消失的建築師 Taiwan Act！建築能夠改變社會？ 下                         |
| 82   | 傳家寶的未知路之一 楊三郎美術館x李梅樹紀念館 | 【聚光燈下】傳家寶的未知路之一 楊三郎美術館x李梅樹紀念館                           |
| 83   | 傳家寶的未知路之二 李澤藩美術館x陳進美術館   | 【聚光燈下】傳家寶的未知路之二 李澤藩美術館x陳進美術館                             |
| 84   | 謝春德的五十年影像遷徙                       | 【聚光燈下】謝春德的五十年影像遷徙                                                 |
| 85   | 地理之眼專輯                                 | 【聚光燈下】劉秋兒的窮繞看山 【創作這件事】再生歷史航照的黃同弘                    |
| 86   | 聆聽光影-關本良                              | 【聚光燈下】聆聽光影-關本良                                                        |

| 集數 | 主題                                    | 子集                                                                                   |
| 87   | 香港離散文藝－謝至德 x 廖偉棠           | 【聚光燈下】香港離散文藝－謝至德 x 廖偉棠                                              |
| 88   | 離散港人的後時代革命                    | 【聚光燈下】離散港人的後時代革命                                                       |
| 89   | 以曾文溪為名的藝術倡議行動之一 獵人溯源 | 【聚光燈下】以曾文溪為名的藝術倡議行動之一 獵人溯源                                    |
| 90   | 以曾文溪為名的藝術倡議行動之二 農人帶路 | 【聚光燈下】以曾文溪為名的藝術倡議行動之二 農人帶路                                    |
| 91   | 我和楊德昌的一天                        | 【聚光燈下】我和楊德昌的一天                                                           |
| 92   | 從建築到繪畫-吳增榮的空間藝術           | 【聚光燈下】從建築到繪畫-吳增榮的空間藝術                                              |
| 93   | 我們用青春Breaking                      | 【聚光燈下】我們用青春Breaking                                                         |
| 94   | 吳瑪悧用藝術雕塑社群                    | 【聚光燈下】吳瑪悧用藝術雕塑社群                                                       |
| 95   | 【少女學】專輯                          | 【大城小調】呼吸 · 花東的山與海―李屏宜【創作這件事】倪瑞宏的仙女奇緣                   |
| 96   | 【纖維創作】專輯                        | 【創作這件事】旅行世界的纖維創作―康雅筑【創作這件事】媒材共和國―羅懿君的創作世界       |
| 97   | 尤瑪‧達陸給泰雅族的50年承諾             | 【聚光燈下】尤瑪‧達陸給泰雅族的50年承諾                                                |
| 98   | 海島之聲-NSO美國巡演幕後                | 【聚光燈下】海島之聲―NSO美國巡演幕後                                                   |
| 99   | 雄獅圖書，走過台灣美術50年              | 【聚光燈下】雄獅圖書，走過台灣美術50年                                                 |
| 100  | 臨暗．漂流—沈昭良的攝影長篇             | 【聚光燈下】臨暗．漂流—沈昭良的攝影長篇                                                |
| 101  | 【新新建築】專輯                        | 【聚光燈下】新新數位構築藝術―ROSO機器人建造實驗室【創作這件事】自在穿梭建築結構―陳冠帆 |

| 集數 | 主題                            | 子集                                        |
| 102  | 摩登生活中的建築自由            | 【聚光燈下】摩登生活中的建築自由            |
| 103  | 顏水龍的美術與工藝              | 【聚光燈下】顏水龍的美術與工藝              |
| 104  | 孽子裡的青春鳥回來了            | 【聚光燈下】孽子裡的青春鳥回來了            |
| 105  | 岳人的愛情絮語-劉克襄致鹿野忠雄 | 【聚光燈下】岳人的愛情絮語-劉克襄致鹿野忠雄 |
| 106  | 穿梭時間巨木林的泰雅史詩Lmuhuw  | 【聚光燈下】穿梭時間巨木林的泰雅史詩Lmuhuw  |
| 107  | 繫風箏的線—余浩瑋的藝術陪伴計劃 | 【聚光燈下】繫風箏的線—余浩瑋的藝術陪伴計劃 |
| 108  | 空城現場：留下一條回家的路      | 【聚光燈下】空城現場：留下一條回家的路      |

## 獎項紀錄

### 金鐘獎
| 年份   | 獲提名                   | 獎項                           | 結果 |
| ------ | ------------------------ | ------------------------------ | ---- |
| 2018年 |                          | 第53屆金鐘獎節目創新獎         | 入圍 |
| 2018年 |                          | 第53屆金鐘獎人文紀實節目獎     | 入圍 |
| 2019年 |                          | 第54屆金鐘獎人文紀實節目獎     | 獲獎 |
| 2020年 | 大海吟唱中的夏曼．藍波安 | 第55屆金鐘獎非戲劇類節目攝影獎 | 入圍 |
| 2021年 |                          | 第56屆金鐘獎人文紀實節目獎     | 入圍 |
| 2022年 | 我們的奇幻居家生活       | 第57屆金鐘獎一般節目類燈光獎   | 入圍 |
| 2023年 | 文學 x 城市 專輯         | 第58屆金鐘獎節目類燈光獎       | 入圍 |
| 2023年 |                          | 第58屆金鐘獎人文紀實節目獎     | 入圍 |
| 2024年 |                          | 第59屆金鐘獎人文紀實節目獎     | 入圍 |

### 美國紐約電視獎New York Festivals TV & Film Awards
| 年份   | 獲提名                                                                            | 獎項                                                | 結果 |
| ------ | --------------------------------------------------------------------------------- | --------------------------------------------------- | ---- |
| 2019年 | 深邃美麗的鄭問 Chen Uen                                                           | 娛樂類生活風格節目 Entertainment: Lifestyle Program | 銅獎 |
| 2022年 | 追尋不朽的青春 A Quest for the Everlasting Bloom                                  | 串流：藝術與人文 Streaming: Arts & Humanities       | 入圍 |
| 2025年 | 臨暗．漂流—沈昭良的攝影長篇 Darkening/Drifting: Shen Chao-Liang's Photo Chronicle | 人物傳記紀錄片類組 DOCUMENTARY: BIOGRAPHY/PROFILES  | 入圍 |

### 卓越新聞獎
| 年份   | 獲提名         | 獎項                             | 結果 |
| ------ | -------------- | -------------------------------- | ---- |
| 2021年 | 追尋不朽的青春 | 第20屆卓越新聞獎藝術與文化新聞獎 | 入圍 |

### 臺灣生態環境影展
| 年份   | 獲提名                   | 獎項                                                       | 結果 |
| ------ | ------------------------ | ---------------------------------------------------------- | ---- |
| 2023年 | 大海吟唱中的夏曼．藍波安 | 第2屆臺灣生態環境影展 入圍: 最佳短片、最佳敘事、最佳剪輯獎 | 入圍 |

## 重要參展紀錄
| 年份   | 展覽                                                   | 展出地點                                      | 參展集次                                                                  |
| ------ | ------------------------------------------------------ | --------------------------------------------- | ------------------------------------------------------------------------- |
| 2021年 | 「Taiwan Acts！」與社會對話的建築展                    | 德國慕尼黑建築博物館Architekturmuseum der TUM | 謝英俊，從部落而生的人民建築田中央的建築詩                                |
| 2021年 | 2021 London Festival of Architecture英國倫敦建築嘉年華 | 線上展                                        | 謝英俊，從部落而生的人民建築都市求生變形記—寄生之廟蟾蜍山聚落與她的朋友們 |
| 2020年 | 2020 London Festival of Architecture英國倫敦建築嘉年華 | 線上展                                        | 疊加時間的歷史建築具時代脈絡的建築-涼涼與叁捌融合設計與生活-繼光工務所    |
| 2020年 | 不朽的青春                                             | 北師美術館                                    | 追尋不朽的青春—臺灣美術史系列之一探尋未竟的山水—臺灣美術史系列之二        |
| 2019年 | 故宮ｘ鄭問：「赤壁與三國群英形象」特展                 | 故宮南院                                      | 深邃美麗的鄭問                                                            |
| 2019年 | 筆墨見真章－歷代書法選萃特展                           | 國立故宮博物院                                | 明代董其昌《周子通書》修復短片，選自「故宮國寶背後的修復師」              |

## 事件
2019年11月17日，香港籍特約導演在尖沙咀執行拍攝任務途中，遭到香港警方拘捕。兩天後獲得保釋。 2020年五月，他被要求上庭，被控被捕時身上有七條塑膠索帶，而有「藏有工具作非法用途」罪。

## 外部連結
- 藝術很有事官方網站
- 藝術很有事粉絲團的Facebook專頁
- 藝術很有事的Instagram帳戶
- YouTube上的藝術很有事頻道 （页面存档备份，存于）
- 藝術很有事-關鍵評論網 （页面存档备份，存于）
- 藝術很有事-方格子 （页面存档备份，存于）
- 藝術很有事 telegram （页面存档备份，存于）
- 《藝術很有事1》- 公視+ （页面存档备份，存于）
- 《藝術很有事2》- 公視+ （页面存档备份，存于）
- 《藝術很有事3》- 公視+ （页面存档备份，存于）
- 《藝術很有事 第四季》- 公視+ （页面存档备份，存于）

## 作品的變遷
| 公視 | 公視                         | 公視 |
| ---- | ---------------------------- | ---- |
|      | 藝術很有事1 （2017年8月 - ） |      |
| —    | —                            |      |

| 公視 | 公視                | 公視 |
| ---- | ------------------- | ---- |
|      | 藝術很有事2 （ - ） |      |
| —    | —                   |      |

| 公視 | 公視                | 公視 |
| ---- | ------------------- | ---- |
|      | 藝術很有事3 （ - ） |      |
| —    | —                   |      |

| 公視 | 公視                      | 公視 |
| ---- | ------------------------- | ---- |
|      | 藝術很有事 第四季 （ - ） |      |
| —    | —                         |      |